# Cristian Martínez (kolumbijski piłkarz)
Cristian Martínez Borja (ur. 1 stycznia 1988 w Quibdó) – kolumbijski piłkarz z obywatelstwem meksykańskim występujący na pozycji napastnika, od 2024 roku zawodnik Patriotas.
Jego kuzyni Wason Rentería i Carlos Rentería również są piłkarzami.

## Kariera klubowa
Borja jest wychowankiem zespołu Atlético Provincia de Sugamuxi, skąd jako osiemnastolatek przeniósł się do drugoligowego klubu Patriotas FC z siedzibą w Tunji. W jego barwach występował zaledwie przez kilka miesięcy, nie odnosząc większych sukcesów, po czym został zawodnikiem brazylijskiego SC Internacional z Porto Alegre. Tam nie potrafił się jednak przebić do pierwszej drużyny, wobec czego w styczniu 2008 udał się na wypożyczenie do ekipy Mogi Mirim EC, występującej w drugiej lidze stanowej – Campeonato Paulista. Jej barwy reprezentował przez sześć miesięcy, awansując do pierwszoligowych rozgrywek stanu São Paulo. W połowie tego samego roku został wypożyczony po raz kolejny, tym razem do trzecioligowego klubu Guaratinguetá Futebol, gdzie jako podstawowy piłkarz również występował przez pół roku, po czym zasilił tę drużynę na stałe. W marcu 2009 podpisał umowę z innym trzecioligowcem, SER Caxias do Sul, z którym już miesiąc później dotarł do finału stanowego turnieju Taça Fábio Koff, rozgrywanego w ramach Campeonato Gaúcho. W Caxias grał ogółem przez sześć miesięcy, będąc gwiazdą swojej drużyny.
Latem 2010 Borja – za sprawą swoich świetnych występów w barwach Caxias – na zasadzie wypożyczenia przeniósł się do jednego z największych klubów w Brazylii – CR Flamengo z siedzibą w Rio de Janeiro. W Campeonato Brasileiro Série A zadebiutował 18 lipca 2010 w wygranym 1:0 spotkaniu z Atlético Goianiense, jednak we Flamengo pełnił niemal wyłącznie rolę rezerwowego, nie odnosząc również z tą drużyną żadnych sukcesów zarówno na arenie krajowej, jak i międzynarodowej. W styczniu 2011, za rekomendacją swojego kolegi z zespołu – Dejana Petkovicia, trafił na wypożyczenie do serbskiej Crvenej zvezdy Belgrad za sumę około 400 tysięcy euro. W jej barwach zadebiutował w Super liga Srbije 5 marca 2011 w wygranym 1:0 meczu ze Smederevem, zaś premierowego gola w najwyższej klasie rozgrywkowej strzelił 20 marca tego samego roku w wygranej 4:1 konfrontacji z BSK Borča. Od razu wywalczył sobie niepodważalne miejsce w wyjściowym składzie i w sezonie 2010/2011 zdobył z Crveną zvezdą wicemistrzostwo Serbii, natomiast podczas rozgrywek 2011/2012 powtórzył ten sukces, a ponadto triumfował w pucharze Serbii – Kup Srbije.
W lipcu 2012 Borja powrócił do ojczyzny, na zasadzie wypożyczenia zasilając drużynę ówczesnego mistrza kraju – Independiente Santa Fe. W Categoría Primera A zadebiutował 28 sierpnia 2012 w wygranym 2:0 pojedynku z Deportivo Pasto, zaś pierwszą bramkę w lidze kolumbijskiej zanotował już cztery dni później w zremisowanym 1:1 meczu z Envigado. W zespole prowadzonym przez szkoleniowca Wilsona Gutiérreza występował przez rok jako podstawowy zawodnik, odnosząc serię sukcesów drużynowych zarówno w kraju, jak i na arenie międzynarodowej; w wiosennym sezonie Apertura 2013 zdobył z Santa Fe wicemistrzostwo Kolumbii, w tym samym roku triumfował także w krajowym superpucharze – Superliga de Colombia oraz dotarł do półfinału najbardziej prestiżowych rozgrywek kontynentu – Copa Libertadores.
Latem 2013 Borja przeszedł do meksykańskiego Tiburones Rojos de Veracruz, wówczas będącego beniaminkiem najwyższej klasy rozgrywkowej. W tamtejszej Liga MX zadebiutował 25 sierpnia 2013 w przegranym 1:3 spotkaniu z Tolucą, natomiast pierwszego gola w lidze meksykańskiej strzelił 31 sierpnia tego samego roku w zremisowanej 1:1 konfrontacji z Tigres UANL. Szybko został podstawowym zawodnikiem formacji ofensywnej, nie zdołał jednak odnieść z Veracruz poważniejszych sukcesów i po upływie półtora roku udał się na wypożyczenie do drugoligowego Lobos BUAP z miasta Puebla. Tam spędził z kolei rok; stworzył błyskotliwy duet z Omarem Tejedą, będąc jednym z najlepszych zawodników zaplecza najwyższej klasy rozgrywkowej w Meksyku, bezskutecznie walczył jednak o awans do pierwszej ligi. W międzyczasie otrzymał meksykańskie obywatelstwo, w wyniku kilkuletniego zamieszkiwania w tym kraju. Po powrocie do Veracruz, w wiosennym sezonie Clausura 2016, zdobył z nim puchar Meksyku – Copa MX, pełnił jednak wyłącznie rolę rezerwowego dla Fernando Menesesa.
| Sezon     | Klub                        | Kraj     | Rozgrywki         | Mecze | Bramki |
| --------- | --------------------------- | -------- | ----------------- | ----- | ------ |
| 2006      | Patriotas FC                | Kolumbia | Torneo Águila     | 11    | 0      |
| 2007      | SC Internacional            | Brazylia | Série A           | 0     | 0      |
| 2008      | Guaratinguetá Futebol       | Brazylia | Série C           | 17    | 1      |
| 2009      | SER Caxias do Sul           | Brazylia | Série C           | 7     | 1      |
| 2010      | CR Flamengo                 | Brazylia | Série A           | 7     | 0      |
| 2010/2011 | FK Crvena zvezda Belgrad    | Serbia   | Super liga Srbije | 14    | 3      |
| 2011/2012 | FK Crvena zvezda Belgrad    | Serbia   | Super liga Srbije | 29    | 8      |
| 2012      | Independiente Santa Fe      | Kolumbia | Liga Águila       | 12    | 4      |
| 2013      | Independiente Santa Fe      | Kolumbia | Liga Águila       | 19    | 2      |
| 2013/2014 | Tiburones Rojos de Veracruz | Meksyk   | Liga MX           | 26    | 7      |
| 2014/2015 | Tiburones Rojos de Veracruz | Meksyk   | Liga MX           | 14    | 2      |
| 2014/2015 | Lobos BUAP                  | Meksyk   | Ascenso MX        | 15    | 6      |
| 2015/2016 | Lobos BUAP                  | Meksyk   | Ascenso MX        | 17    | 4      |
| 2015/2016 | Tiburones Rojos de Veracruz | Meksyk   | Liga MX           |       |        |